# Iulia Caesaris (soția lui Marius)
Iulia Caesaris (n. 130 î.Hr. – d. 69 î.Hr., Roma, Roma Antică) a fost fiica lui Gaius Iulius Caesar și a Marciei (fiica pretorului Quintus Marcius Rex). A fost sora lui Gaius Julius Caesar (tatăl lui Iulius Caesar) și a lui Sextus Iulius Caesar, consul în 91 î.Hr.
În jurul anului 110 î.Hr. s-a căsătorit cu Gaius Marius. Au avut un fiu, Gaius Marius cel Tânăr.
Potrivit lui Plutarh, căsătorindu-se cu ea, o femeie patriciană, parohul Marius a atras atenția Senatului Roman snob și și-a lansat cariera politică.